# Climacterida
Climacterida je infrařád primitivních zpěvných ptáků, zahrnující dvě australské čeledi.

## Fylogeneze a taxonomie
Climacterida jsou druhou vývojovou větví primitivních zpěvných ptáků, která se oddělila před jejich hlavním rozštěpením do infrařádů Corvida a Passerida. Climacterida jsou endemity australské oblasti, žijící dnes pouze v Austrálii a na Nové Guineji. Analýzy vyhynulého rodu Turnagra z Nového Zélandu ukazují, že byl bazálním rodem lemčíků.

### Třídění
- Climacterida
  - Climacteridae, lezčíkovití – 7 druhů ve 2 rodech
  - Ptilonorhynchidae, lemčíkovití – 22 druhů v 7 rodech